# Fender Jaguar

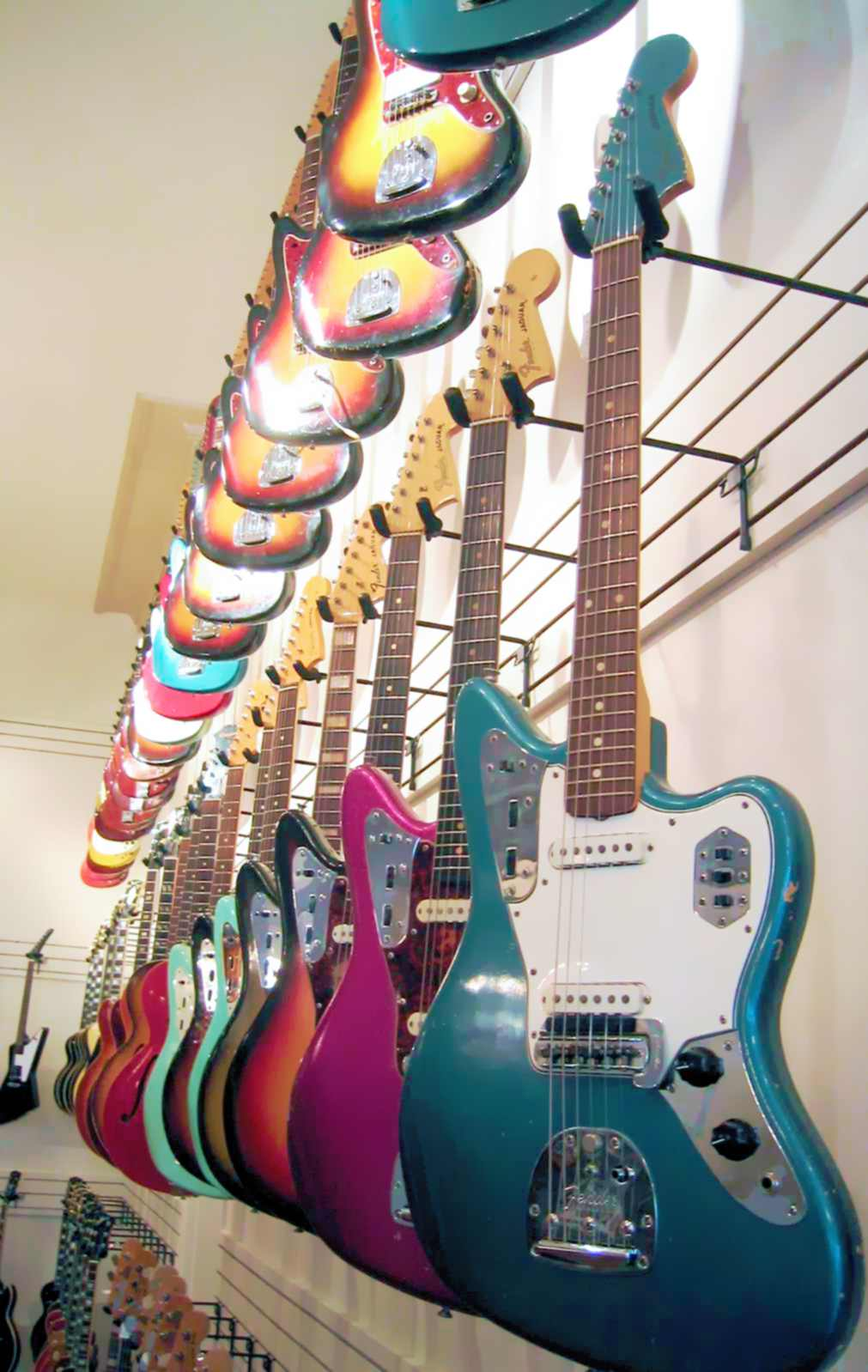
Guitarras Fender Jaguar em exposição.

Fender Jaguar é uma guitarra elétrica que foi introduzida no mercado em 1962.
Se os designers da Jaguar pretenderam criar um instrumento para tocar Surf music ou se foi uma tentativa de posicionar a nova guitarra no mercado jazzístico (como foi o caso de sua predecessora, a Jazzmaster), isso ainda é um assunto em discussão entre seus fiéis aficcionados.
De qualquer forma, a Jaguar rapidamente conquistou um lugar na então emergente cena da Surf music, unindo-se aos modelos já associados ao estilo musical, a Jazzmaster, a Mosrite  e a Stratocaster.
Ela voltou a se popularizar no inicio dos anos 90 utilizada por muitas bandas de rock da época como Nirvana, Sonic Youth, Teenage Fanclub, Swervedriver, Curve, etc.
Seu design e beleza foi eternizado na capa do renomado disco "Loveless" (1991) do My Bloody Valentine, considerado por muitos críticos um dos melhores discos daquela década.